# Alhabia
Alhabia er en by og kommune i det sydøstlige Spanien i provinsen Almería. Den har et indbyggertal på 725 (2024) indbyggere.